# Zanthoxylum albuquerquei
Espèce
Statut de conservation UICN

 VU D2 : Vulnérable
Zanthoxylum albuquerquei est une espèce de plantes de la famille des Rutaceae.

## Publication originale
- Phytologia 51(5): 314–315. 1982.